# Leptacis japonica
Leptacis japonica är en stekelart som först beskrevs av William Harris Ashmead 1904.  Leptacis japonica ingår i släktet Leptacis och familjen gallmyggesteklar. Inga underarter finns listade i Catalogue of Life.